# Tinione
Tinione o Tenione (in greco Θινιὸν; ... – Siracusa, 276 a.C.) fu tiranno di Siracusa dal 279 al 277 a.C..
Figlio di Mammeo, Tinione fu tra i promotori dell'esilio di Iceta. Conquistato il potere, fu affiancato da Sosistrato, con cui in un primo momento spartì il potere pacificamente. Entrambi contavano su un esercito di circa 10000 mercenari. Ben presto però i due entrarono in contrasto e fecero scoppiare una guerra civile che divise la città tra Ortigia (in mano a Tinione) e la terraferma (in mano a Sosistrato).
Tinione fu probabilmente sconfitto da Sosistrato, che conquistò gran parte della Sicilia meridionale, fino ad Agrigento. Approfittando della guerra civile, i cartaginesi si inserirono nella contesa assediando Siracusa da terra e da mare. La situazione si fece così critica che le due fazioni chiesero l'aiuto di Pirro, re dell'Epiro, a cui consegnarono la città e l'esercito, garantendogli anche l'aiuto delle altre città siciliane.
Stipulata un'intesa con Sosistrato grazie alla mediazione di Pirro, fu nominato da questi
Sovrintendente alle difese del Territorio, mentre Sosistrato ottenne la carica di comandante dei contingenti mercenari. Contrario al proseguimento della guerra con Cartagine e al progetto di una spedizione in Africa, si ribellò all'autorità del condottiero epirota e per questo venne messo a morte.